# Tjumenskij rajon
Il Tjumenskij rajon (in russo Тюменский район?) è un rajon dell'Oblast' di Tjumen', nella Russia asiatica; il capoluogo è Tjumen'. Istituito nel 1931, ricopre una superficie di 3.700 chilometri quadrati ed ospita una popolazione di circa 107.000 abitanti.